# Poranthera ericifolia
Poranthera ericifolia là một loài thực vật có hoa trong họ Diệp hạ châu. Loài này được Rudge miêu tả khoa học đầu tiên năm 1811.